# Матадор (фильм, 2005)
«Матадор» (англ. The Matador) — американский фильм 2005 года. Комедия в стиле чёрного юмора.

## Сюжет
В гостиничном баре в Мехико встретились два человека. Оба американцы, оба обожают коктейль «Маргарита». Оба на грани нервного срыва. Нагрузившись алкоголем, они принимаются изливать друг другу душу. Джулиан Ноубл (Пирс Броснан) — профессиональный убийца. У него нет дома, нет семьи, нет друзей. Он невероятно циничен, совершенно бестактен и абсолютно непредсказуем. Денни Райт (Грег Киннир) — крупный бизнесмен. Он мягок и податлив, нежно любит свою жену Бин (Хоуп Дэйвис). Его проблемы — хроническое невезение. Всё началось с того, что его сын Генри погиб в перевернувшемся школьном автобусе — единственный из пятнадцати детей. Накануне разбитое молнией дерево разрушает его дом. Сделку, которую он тщательно готовил, перехватывают конкуренты.
Эта встреча абсолютно незнакомых людей так бы и осталась просто попойкой в баре, если бы не взаимная симпатия. В Джулиане просыпается что-то хорошее, и он, чувствуя, что шокировал Дэнни своим поведением, пытается как-то загладить свою вину. Он приглашает своего нового (и единственного) друга на корриду.
Но настоящие проблемы у четы Райтов начинаются тогда, когда в два часа ночи, под новый год, к ним бесцеремонно вламывается Джулиан Ноубл. У Джулиана, на фоне хронической усталости и постоянного нервного напряжения появляются проблемы с психикой. Он заваливает несколько крупных операций. Заказчики такие промахи не прощают, и Джулиан знает, что его дни сочтены. Он приезжает к единственному человеку, которого считает другом — к Дэнни Райту.
Только в последних кадрах фильма мы понимаем, почему Джулиан, человек без друзей, вдруг стал называть другом едва знакомого ему Денни Райта!

## В ролях
| Актёр             | Роль               |
| ----------------- | ------------------ |
| Пирс Броснан      | Джулиан Ноубл      |
| Грег Киннир       | Денни Райт         |
| Хоуп Дэйвис       | Кэролин «Бин» Райт |
| Филип Бейкер Холл | мистер Рэнди       |
| Адам Скотт        | Фил Гаррисон       |
| Дилан Бейкер      | Ловелл             |
| Роберто Соса      |                    |
| Морин Малдон      |                    |
| Антонио Завала    |                    |
| Карлос Морено мл. |                    |
| Джона Мейерсон    |                    |
| Эрин Батсфорд     |                    |

## Награды
- 2006, номинация на Золотой глобус (лучший актёр — Пирс Броснан)
- 2006, номинация на премию Сатурн (лучший актёр — Пирс Броснан)